# Stadspenning Den Haag
Stadspenning Den Haag is een bronzen legpenning die wordt uitgereikt aan vrijwilligers die 25 jaar of langer bestuurlijk actief zijn of vrijwilligersinstellingen die minimaal 50 jaar actief zijn. Hij bestaat sinds 1977.
| Jaar | Ontvanger                       | Info |
| ---- | ------------------------------- | --- |
| 1977 | eerste uitreiking               | |
| 1979 | Gerrit Borgers                  | directeur Letterkundig Museum en documentatiecentrum |
| 1980 | Pierre H. Dubois                | chef Kunstredactie van Het Vaderland |
| 1981 | Wim Askamp                      | voorzitter bij 60-jarig jubileum van Cromvliet |
| 1981 | Cesar Zuiderwijk                | namens 15-jarige Golden Earring |
| 1982 | Maria van Erp                   | 75-jarige Stem des Volks |
| 1983 | André Marsé                     | directeur van 150-jarige boekhandel van Stockum |
| 1984 | B. van Doornum-Holm             | Jeugduitwisseling |
| 1985 | J. ter Luin                     | 80-jarig en 66 jaar trompettist Haagse Harmonieorkest |
| 1986 | Jan Geusebroek                  | voorzitter voetbalvereniging Kranenburg |
| 1987 | A. Schutten                     | voorzitter van 50-jarige Haagse IJsclub Houtrust |
| 1987 | Wim Jansen                      | voorzitter van het 10-jarige Vrij Theater |
| 1988 | M. Segal                        | 25 jaar Volkstuinsecretaris van De Uithof |
| 1990 | Alma Gardeslen                  | 75 jaar en 50 jaar artiest |
| 1991 | A.J.S. Douma                    | voorzitter bij 125-jarig bestaan van de Vereeniging De Sphinx |
| 1991 | Haagse Kunstkring               | 100-jarig bestaan |
| 1993 | W. Kuiper                       | bestuurslid Stichting Schevenings Steunfonds |
| 1994 | A. Vercouteren                  | bestuurder SCHAK 1969 - 1994 |
| 1995 | E.F. Spaans-Krijnen             | 25 jaar actief voor de wijkverpleging Rondom de Haagse Toren |
| 1997 | Peter Koster                    | Goodwill centrum Leger des Heils |
| 1998 | Ron van Helvoort                | Voorzitter Stedelijke Commissie Opbouwwerk |
| 1998 | Jos Boer                        | Bestuurslid FC Den Haag en ADO |
| 1999 | Marinus Hillebrand              | 32 jaar actief in Gehandicaptenzorg |
| 1999 | Tjitte de Jong                  | 30 jaar maatschappelijk actief |
| 1999 | Jaap Geraedts                   | componist |
| 1999 | Albert Wilzing                  | 25 jaar predikant |
| 1999 | Arend Knoester                  | mede-oprichter en oud-voorzitter Gered Gereedschap |
| 1999 | Frederik van Veen               | 25 jaar bestuurslid Haaglands Politie Mannenkoor 'Entre Nous' |
| 1999 | Wim Bredenhorst                 | docent aan het Koninklijk Conservatorium |
| 2000 | S.J. van der Harst              | oprichter Stichting Algemene burenhulp |
| 2001 | Ruud van der Meer               | oprichter Prinses Christina Concours |
| 2002 | Chandrawati Sukhai              | oprichter Dans Academie Chandra Sukhai |
| 2003 | Hans Heemskerk                  | trainer/coach Delftse korfbalvereniging Fortuna, Nederlands Kampioen zaalcompetitie |
| 2004 | Jos van Leeuwen                 | stadsfotograaf Den Haag |
| 2004 | Schevenings Vissersvrouwen koor | oudste lid neemt de Stadspenning in ontvangst |
| 2005 | Lily van Ginneken               | voorzitter van Stroom |
| 2005 | Mangeldew Jangali               | oprichter Hindoestaanse tempel sri Krishna mandir |
| 2005 | Harry Staas                     | voorzitter EigenArbeid |
| 2006 | Sander van Marion               | 50 jaar organist |
| 2006 | Leo van Heijningen              | advocaat te Den Haag |
| 2007 | Oane Wierdsma                   | 25 jaar dirigent Haags Toonkunstkoor |
| 2007 | Mini en Maxi                    | 40 jaar theater |
| 2007 | Sinterklaas                     | 60ste bezoek aan Den Haag |
| 2008 | Awraham Soetendorp              | wegens zijn inzet voor respect en verdraagzaamheid als rabbijn van de Liberaal Joodse Gemeente in Den Haag |
| 2008 | Ellen Derksen                   | 50 jaar Pasar Malar Basar |
| 2008 | Pieter Baak                     | concertorganisator |
| 2008 | Wim van Krimpen                 | directeur van het Gemeentemuseum Den Haag |
| 2008 | Warner Lubberink                | Stichting Sportbelang SGK |
| 2008 | Frits Duparc                    | directeur Mauritshuis |
| 2008 | Neeltje Noordervliet-Jol        | conservatrice van de klederdrachtcollectie van Muzee Scheveningen |
| 2008 | Mohamed-Nazier Habib            | 40 jaar bestuurslid Toofan |
| 2009 | Ton Kaper                       | voorzitter HTM |
| 2009 | Theodoor Sillevis               | conservator Gemeentemuseum Den Haag |
| 2010 | Frank Kooman                    | Kooman's poppentheater |
| 2010 | Dick Vos                        | oprichter Voedselbanken Nederland |
| 2011 | Anita Schwab                    | oprichter Vadercentrum Adam |
| 2011 | Chris Broos                     | inzet voor Zeeheldenkwartier |
| 2011 | John Hoogsteder                 | John Hoogsteder 20 jaar conservator van museum Bredius |
| 2011 | Cobus Kann                      | Het Gilde Den Haag |
| 2011 | Jeffry Bonnet                   | chansonnier |
| 2012 | Rein Edzard                     | oprichter literair theater Branoul bij 25-jarig jubileum |
| 2012 | Rob Leenheer                    | voorzitter HSV DUNO |
| 2012 | Rob Wiegman                     | voorzitter Stichting MOOI |
| 2012 | Waldo Idoe en Basant Chitan     | 50 jaar SSV Toofan |
| 2012 | Fokke Fennema                   | voorzitter Stek – stichting voor stad en kerk |
| 2012 | Frans Bleijenga                 | Toneelgroep Venster |
| 2012 | Marin Pernis                    | voorzitter van de Raad van Toezicht van Den Haag Marketing |
| 2013 | Storky                          | mascotte van ADO Den Haag |
| 2013 | Antoinette Visser               | directeur Haags Historisch Museum |
| 2013 | Eef van Berkum                  | 30 jaar in de Speel-o-theek Haagse Hout |
| 2013 | Rien Hagen                      | voorzitter Filmhuis Den Haag |
| 2013 | Jaap Westbroek                  | wijkregisseur Laak |
| 2013 | Wieteke van Dort                | 50 jaar actrice |
| 2013 | Marion van Aken                 | Delfts aardewerk in Gemeentemuseum Den Haag |
| 2013 | Dinant Haslinghuis              | voorzitter Stichting Parkbeheer De Bataaf |
| 2014 | Naomi van As                    | hockeyster tijdens gewonnen WK hockey dames 2014 |
| 2014 | Pieter den Dulk                 | voorzitter FC Den Haag en Haagse adviesraad voor Sport |
| 2014 | Aus Greidanus sr.               | acteur en regisseur van De Appel |
| 2015 | Rob J Kooijman                  | vanaf 1980 eigenaar van het hetero-vriendelijk homocafé De Landman aan de Denneweg. |
| 2015 | G.W.B. van Nooten               | Stichting Sportbelang Gehandicapten bestaat 50 jaar- voorzitter |
| 2015 | Jouke de Vries                  | hoogleraar aan de Campus Den Haag |
| 2015 | Tom Wetemans                    | vanwege het langdurig verrichten van vele bestuurlijke activiteiten voor de Haagse samenleving op basis van vrijwilligheid |
| 2016 | Cees Verbaan                    | ruim 30 jaar vrijwillige voorzitter van de Bewonersorganisatie Zeerust Scheveningen (BZS) |
| 2016 | George van Rosmalen             | 90-jarig ADO speler, jeugdleider HFC ADO, penningmeester en lid sinds 1937 van de voetbalvereniging |
| 2017 | Trees Hoekstra-Groenewegen      | 27 jaar vrijwilliger/bestuurslid bij de bewonersorganisatie Spoorwijk. |
| 2017 | Ria Groot-Brekelmans            | 27 jaar vrijwilliger/bestuurslid bij de bewonersorganisatie Spoorwijk. |
| 2017 | Jan van der Linden              | vele activiteiten op muziekgebied in de Hofstad, waaronder de serie Avondmuziek door ensemble Festoen. |
| 2018 | Leo Spreksel                    | na 30 jaar scheidend directeur van Korzo. |
| 2018 | Eva Stegeman                    | voor haar grote verdienste als initiatiefneemster in 2003 en artistiekleidster van het jaarlijkse Internationaal Kamermuziekfestival Den Haag. |
| 2018 | Nol Breebaart                   | oprichter/mentor Stagehuis Schilderswijk 2008-2018 |
| 2018 | Willem Giezeman                 | oprichter/mentor Stagehuis Schilderswijk 2008-2018 |
| 2018 | Marie Christine van der Sman    | directeur van het Museon |
| 2019 | Sarina Wiegman                  | vanwege haar prestaties tijdens het WK vrouwenvoetbal en ook als toonbeeld van Haagse onverzettelijkheid. |
| 2019 | Vincent Hildebrandt             | hoofdorganist van de Abdijkerk, voor zijn inzet voor de orgelcultuur in Den Haag en omstreken. |
| 2021 | François Vatel vmbo             | vanwege 75-jarig bestaan en bewezen diensten voor de stad. |
| 2024 | Aad Meinderts                   | Meinderts krijgt deze onderscheiding voor zijn grote bijdrage aan de culturele wereld van Den Haag. Naast zijn werk als directeur was hij ook jarenlang voorzitter van de Jan Campertstichting, waarmee hij veel heeft gedaan voor de promotie van literatuur en kinderboeken. |